# Гнусин, Александр Фёдорович
Александр Фёдорович Гну́син (24 декабря 1919 — 20 июля 2007) — полковник Советской Армии, участник Великой Отечественной войны, Герой Советского Союза (1945).

## Биография
Александр Гнусин родился 24 декабря 1919 года в посёлке Топкий Ключ (ныне — Белебеевский район Башкортостана) в семье крестьянина. Окончил десять классов школы, затем преподавательские курсы, после чего работал учителем школы в городе Белебее Башкирской АССР. В сентябре 1939 года Гнусин был призван на службу в Рабоче-крестьянскую Красную Армию. В 1940 году он окончил полковую школу, в декабре 1941 года — Рязанское военное артиллерийское училище. С января 1942 года — на фронтах Великой Отечественной войны. К декабрю 1944 года капитан Александр Гнусин был начальником разведки 857-го артиллерийского полка 316-й стрелковой дивизии 46-й армии 2-го Украинского фронта. Отличился во время освобождения Венгрии.
В ночь с 4 на 5 декабря 1944 года Гнусин с двумя радистами переправился через Дунай в районе города Текель к югу от Будапешта. Замаскировавшись, он корректировал огонь советской артиллерии по позициям противника. Лично уничтожил вражескую огневую точку. Гнусин успешно корректировал огонь в течение всей ночи, что позволило успешно форсировать Дунай стрелковыми частями.
Указом Президиума Верховного Совета СССР от 24 марта 1945 года за «образцовое выполнение боевых заданий командования и проявленные мужество и героизм в боях с немецкими захватчиками» капитан Александр Гнусин был удостоен высокого звания Героя Советского Союза с вручением ордена Ленина и медали «Золотая Звезда» за номером 4877.
После окончания войны Гнусин продолжал службу в Советской Армии. В 1955 году он окончил Центральные артиллерийские курсы усовершенствования офицерского состава. В 1960 году в звании полковника он был уволен в запас. Работал в штабе Одесского военного округа. Проживал в Одессе, скончался 20 июля 2007 года, похоронен в Одессе.

## Награды
- Медаль «Золотая Звезда» Героя Советского Союза (24.03.1945)[2][3].
- Орден Ленина.
- Орден Отечественной войны 1-й степени (06.04.1985)[4].
- Орден Красной Звезды (07.06.1944)[5].
- Орден Красной Звезды.
- Медаль «За боевые заслуги» (07.06.1943)[6].
- Медали.
- Настольная медаль.

## Память
В г.Белебей, на здании СОШ №1 (ул.Красноармейская, 77) установлена мемориальная доска «В нашей школе учился Герой Советского Союза Гнусин Александр Фёдорович. Артиллерист» Российское военно-историческое общество» belebey.bashkortostan.ru/about/places/325996/